# Kōfu
Kofu (甲府市; Kōfu - shi) é a cidade japonesa capital da província de Yamanashi.
Em 2005, a cidade tinha uma população estimada em 193 795 habitantes e uma densidade populacional de 1 127,50 h/km². Tem uma área total de 171,88 km².
Recebeu o estatuto de cidade a 1 de Julho de 1889.

## Cidades-irmãs
- Lodi, EUA
- Des Moines, EUA
- Chengdu, China
- Cheongju, Coreia do Sul
- Yamatokoriyama, Japão
- Pau, França